# 地鐵博物館
地鐵博物館（日语：／ chikatetsu hakubutsukan */?）是位於日本東京都江戶川區東西線葛西站高架下的一座博物館，專門展示有關地鐵的內容:156。博物館由東京地下鐵株式會社（東京metro）的關聯機構公益財團法人地鐵文化基金會（舊財團法人地下鐵互助會）運營。

## 歷史
作為公益事業活動的一部分，地下鐵互助會自1983年開始計劃修建地鐵博物館，並在1985年2月開工，建設費耗資22.5億日元:109。地鐵博物館在1986年7月12日開業:109。在開馆之前，地下鐵互助會曾在千代田區神田須田町的交通博物館附近設置過資料展示設施。
阪神·淡路大地震之後，日本各地的高架橋進行了耐震補強工程，東西線地上區間亦不例外。地鐵博物館因此在2002年7月1日至2003年5月31日關閉，並在此期間刷新展覽品，於2003年6月1日重新開放:627。

## 保存列車

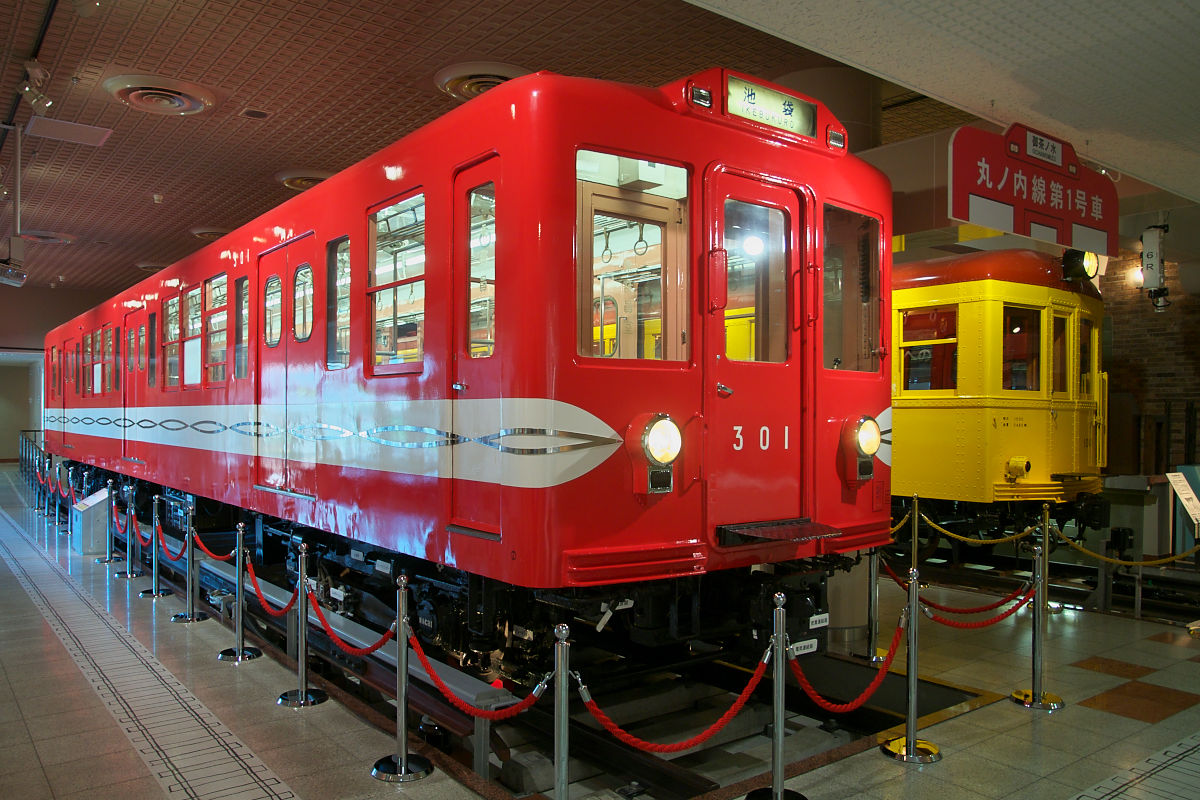
營團300形電車301號車

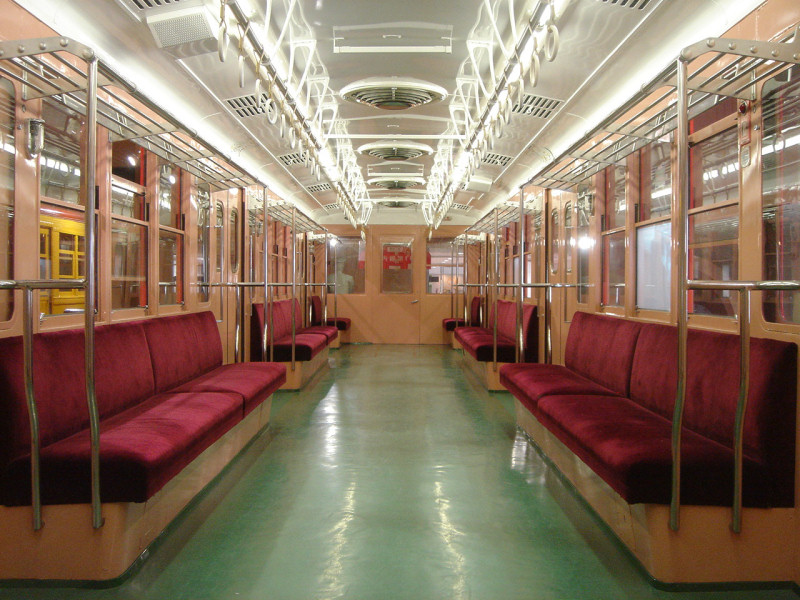
營團300形電車301號車車內

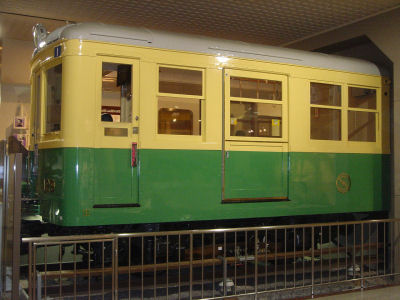
東京高速鐵道100型電車

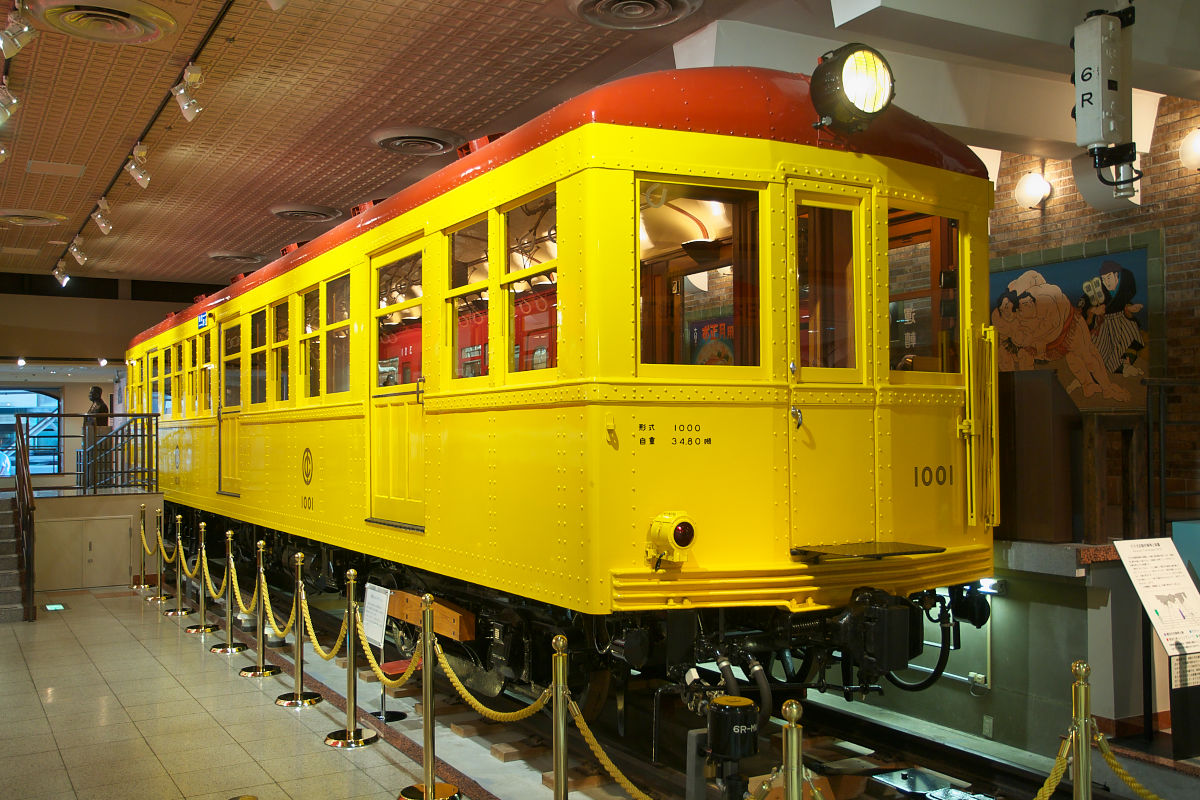
東京地下鐵道1000型電車

- 東京高速鐵道100型電聯車（日语：東京高速鉄道100形電車）129號[1]:158
- 東京地下鐵道1000型電聯車（日语：東京地下鉄道1000形電車）129號[1]:157（在2017年被指定為重要文化財）
- 營團300型電聯車（日语：営団500形電車）301號[1]:157
- 營團01系電聯車 01-129
- 軌道車（點檢車）

## 館內展示
地鐵博物館再現了銀座線開通時上野站的月台景觀:157。除了展示東京地鐵實際使用過的車輛外（銀座線舊列車、刷新後的丸之內線一號車（300型）:157，博物館還設有地鐵運行模擬器:157、鐵路模型展示、地鐵競猜、電影上映。並設有圖書室，展示和鐵路有關的專門書籍及普及書籍、繪本等讀物，並收錄有《東京地下鐵道史》和各路線的建設史等貴重書籍。
地鐵博物館入口處曾設有營團地下鐵及東京地下鐵實際使用過的自動檢票機，遊客購入門票後需通過自動檢票機:156。但在2011年東日本大地震後，為節約用電，地鐵博物館在週末和假日停止使用自動檢票機，改用人工檢票。
博物館的地下鐵模擬運行器和實際訓練地鐵列車司機候選人的機器是同一機器。在遊客中最受歡迎的是千代田線用的模擬運行器。該器械使用了營團6000系電聯車的實物大小模型，在車廂地面還裝有晃動裝置，實際再現車廂的晃動（僅限小學生以上遊客體驗）:158。此外還設有銀座線01系電聯車及半藏門線8000系電聯車（但使用的是有樂町線的映像）、東西線5000型電聯車的模擬器，小學生以下的遊客也可以體驗這些模擬器:158。2019年10月1日，還追加了日比谷線及半藏門線的模擬運行體驗。

## 外部連結
- 地鐵博物館 （页面存档备份，存于）
- 地下鉄博物館【公式】的X（前Twitter）
- 東京地下鐵株式會社 （页面存档备份，存于）